# Nomada platythorax
Nomada platythorax är en biart som beskrevs av Schwarz 1981. Nomada platythorax ingår i släktet gökbin, och familjen långtungebin. Inga underarter finns listade i Catalogue of Life.